# Олигоцен
Олигоцен је последња географска епоха палеогена и трајала је око 10 милиона година (у временском раздобљу од пре 33,9 до 23 милиона година). Назив олигоцен потиче од грчких речи oligos (грч.  - неколико) и kainos (грч.  - нови). Олигоцен је трећа и последња географска епоха палеогена.
Клима је различита у односу на еоцен, али је и даље топла и влажна. Иако је магматизам појачан минералне сировине немају већи значај. Нафта и угаљ су од већег значаја.

## Подела
Олигоцен је епоха палеогена и према ICS дели се на два века: хатиј и рупелиј.
| Периода  | Епоха     | Век   | Почетак (Ma) | Крај (Ma) |
| -------- | --------- | ----- | ------------ | --------- |
| Палеоген |           |       |              |           |
| Олигоцен | Хатиј     | 27,82 | 23,03        |           |
| Олигоцен | Рупелиј   | 33,9  | 27,82        |           |
| Еоцен    | Приабониј | 37,71 | 33,9         |           |
| Еоцен    | Бартониј  | 41,2  | 37,71        |           |
| Еоцен    | Лутетиј   | 47,8  | 41,2         |           |
| Еоцен    | Ипресиј   | 56,0  | 47,8         |           |
| Палеоцен | Танетиј   | 59,2  | 56           |           |
| Палеоцен | Селандиј  | 61,6  | 59,2         |           |
| Палеоцен | Даниј     | 66,0  | 61,6         |           |

## Седиментација
Олигоцен је на основу седимената подељен на: Горњи, Средњи и Доњи. Наслаге из олигоцена јављају се у северној и јужној области седиментације. Северна област почиње у Енглеској па преко западне и средње Европе до Каспијског језера. Доњи олигоцен представљен је конгломератима и пешчарима, средњи глинама, а горњи песковима, шљунковима и песковитим глинама. Јужној области припада Медитеранска геосинклинала. Заступљен је у Пиринејима, Швајцарској, у области Карпата и Балканског полуострва. У олигоцену савском фазом Алпска орогенеза достиже свој максимум. У Европи Алпи добијају главне контуре. Поред Динарида и Карпатско-балканског лука настају мање и веће депресије у којима ће у миоцену бити слатководна језера.
У олигоцену почиње стварање нове геосинклинале Паратетис. Ново море Европе почиње од Марсејског залива, долином Роне преко Швајцарске, Баварске, Аустрије, преко Панонског и Понтијског басена до Каспијског језера. Магматизам појачава своју активност, као и вулкани. У олигоцену постоје иста копна као и у еоцену. Европско копно је смањено трансгресијом Северног мора и Паратетиса, а увећано регресијом Тетиса. Рељеф Евроазије је прилично промењен. На југу су високе веначне планине, у средњем делу су новонастали басени, а на северу су старе пинеплене. Спуштање Панонског басена, који је једно време био део Паратетиса. Поред њега спуштени су и многи мањи басени, који ће бити испуњени језерима у неогену.

## Флора
Флора еоцена се полако губи и у олигоцену уступа место новим врстама које и данас настањују Кину, Јапан и западне делове Северне Америке. Главни представници шума у Европи су Таксодијум (Taxodium), Секвоја (Sequoia), Гинко (Ginco). У свему биљни свет олигоцена представља прелаз између флоре палеогена и неогена.

## Фауна
Виши сисари се развијају и умножавају. Јављају се коњи који су већи и имају закржљале прсте. Најстарији сурлаш откривен је у Африци, а сродници свиње у Европи. У морима живе нумулити (Nummulites) којих је све мање. Највећи копнени сисар који је икада живео на тлу централне Азије био је перисодактил (Perissodactyla), носорог без рогова, који је чак достизао величину диносауруса сауропода. Перисодактили живели су до средине миоцена.

## Океани
Океани су наставили да се хладе, нарочито око Антарктика.